# Szerencs
Szerencs é uma cidade da Hungria, situada no condado de Borsod-Abaúj-Zemplén. Tem 74,26 km² de área e sua população em 2019 foi estimada em 8.676 habitantes.